# Диадем (лек крайцер, 1942)
Диадем (на английски: HMS Diadem (84) е лек крайцер на Британския Кралски флот, от времето на Втората световна война. Един от 5 крайцера на типа „Белона“. Поръчан с според извънредната военна програма на 4 септември 1939 г. и е заложен в корабостроителницата на R. & W. Hawthorn, Leslie and Company в Хебърн он Тайн на 15 декември 1939 г. Спуснат на вода на 26 август 1942 г., ставайки петият кораб, носещ това име в британския флот от 1782 г. Влиза в строй на 6 януари 1944 г.

## История на службата
С края на изпитанията, през януари 1944 г. извършва преход към Скапа Флоу. През февруари преминава подготовка за службата си в 10-та крайцерска ескадра на Home Fleet.
На 29 март влиза в състава на ескорта на арктическия конвой JW-58, в составе ескортните самолетоносачи HMS Activity (D94) и HMS Tracker под прикритието на разрушителите HMS Impulsive, HMS Inconstant, HMS Obedient, HMS Offa, HMS Onslaught, HMS Onslow, HMS Oribi, HMS Orwell, HMS Saumarez, HMS Serapis, HMS Scorpion, HMS Venus и норвежкия HNoMS Stord (операция FZ). На 6 април се присъединява към ескорта на обратния конвой RA-58. На 13 април напуска конвоя и се връща в Скапа Флоу.
На 20 април извършва независим преход до Мурманск с ескортните самолетоносачи HMS Activity и HMS Fencer, 16 разрушителя и 6-та ескортна група за съпровождане на празни товарни кораби, завръщащи се от Русия. От 28 април съпровожда обратния конвой RA-59 със самолетоносача HMS Fencer и разрушители. На 3 май корабът се връща в състава на Home Fleet.
На 30 мая крайцерът е командирован за оказване на поддръжка по време на десанта в Нормандия в съединението за огнева поддръжка Force Е (Операция Нептун). На 3 юни „Диадем“ потегля от Клайд с крайцера HMS Belfast в съпровождението на разрушителите HMS Ulster и HMS Urchin в състава на конвоя G14. На 6 юни обстрелва батарея в Бени сюр Мер в съответствие с предварителните планове. Впоследствие, при необходимост, осигурява огнева поддръжка. От 14 юни действа с източната оперативна група до завършването на фазата на щурма. На 19 юни е повреден от сблъсък с ферибота Rhino при Нормандия, по време на щорм. На 26 юни обстрелва района на Кан съвместно с линейния кораб HMS Rodney, монитора HMS Roberts, крайцерите HMS Argonaut и HMS Belfast в поддръжка на военните операции, насочени за придвижването от крайбрежието към вътрешните райони на Франция.
През юли крайцерът е преведен към Плимътското командване за прихващане на евакуационните конвои в Бискайския залив.
В началото на август „Диадем“ е незначително повреден от взрива на немски взривяващ се катер при (LINSEN) Нормандия.
На 12 август „Диадем“ съвместно с разрушителя HMS Onslow и полския разрушител Piorun образуват Force 28 за настъпателен рейд в Бискайския залив. Корабите потопяват немския тралчик (Sperbrecher 7) недалеч от Ла Рошел.
На 22 август тези кораби атакуват цели на остров Йе. През септември крайцерът се връща на служба в Скапа Флоу.
От 19 септември „Диадем“ съставлява часте от ескорта на арктическия конвой JW-60, състоящ се от ескортните самолетоносачи HMS Campania и HMS Striker и разрушители. На 23 септември крайцерът пристига в Колския залив. На 28 септември се присъединява към ескорта на обратния конвой RA-60 с линейния кораб HMS Rodney и ескортните кораби на конвоя JW-60. На 3 октомври пристига в Скапа Флоу.
През ноември крайцерът преминава ремонт в Розайт. На 20 ноември става флагмански кораб на Force 3, съпровождащо ескортните самолетоносачи HMS Premier и HMS Pursuer с разрушители, изпълняващи авиационно миниране в Карм Сунде (Karm Sund) (операция Handfast).
На 7 декември „Диадем“ съпровожда самолетоносача HMS Implacable, ескортните самолетоносачи HMS Trumpeter и HMS Premier и 8 разрушителя, за общи авиационно миниране и морски удари при Карм Сунде (операция Urbane).
На 1 януари 1945 г. крайцерът влиза в състава на конвоя JW-63 съвместно с ескортния самолетоносач HMS Vindex, за усилване на противолодъчната отбрана. Конвоят се състои от разрушителите HMS Savage, HMS Scourge, HMS Serapis, HMS Zambesi, HMS Zebra, канадските HMCS Sioux, HMCS Algonquin и норвежкия разрушител HNoMS Stord, съставляващи бойното прикритие и разрушителите HMS Keppel, HMS Walker, HMS Westcott, шлюповете HMS Cygnet, HMS Lark, корветите HMS Alnwick Castle, HMS Bamborough Castle, HMS Bluebell и HMS Rhododendron формиращи близкия ескорт. От 11 януари се връща с обратния конвой RA-63, който е принуден да се укрие на Фарьорските острови от екстремното време. На 23 януари се връща към службата си в състава на Home Fleet.
На 28 януари 1945 г. участва с крайцера HMS Mauritius в бой против три немски разрушителя от 4-та флотилия, които се опитват да проникнат в Балтийско море от Берген. Немският Z-31 е повреден, и вражеските кораби се връщат в порта. Крайцерът получава повреди на носовия димоход от попадание на немски 5,9-дюймов снаряд. На следващия ден преход успяват да направят само двата други разрушителя (Z-34 и Z-38).
През февруари крайцерът, в течение на две седмици, преминава ремонт. През март се връща на служба.
На 12 март крайцерът се присъединява към арктическия конвой JW-65 с ескортния самолетоносач HMS Campania, разрушителите HMS Onslaught, HMS Opportune, HMS Orwell, HMS Scorpion и HMS Zambesi в качеството на далечен ескорт. В състава на съпровождението влизат разрушителите HMS Myngs, канадският HMCS Sioux и норвежският HNoMS Stord, шлюпът HMS Lapwing и седем корвета от състава на екипа на западните подходи. Ескортния самолетоносач HMS Trumpeter, с разрушителите HMS Savage и HMS Scourge се присъединяват към JW-65 по-късно. Конвоят е подложен на атаки от подводници, по време на които са потопени шлюпът HMS Lapwing и търговски съд. „Диадем“ се отделя с пристигането в Колския залив на 20 март.
На 23 март тръгва от Колския залив в състава на ескорта на обратния конвой RA-65 с ескортните самолетоносачи HMS Trumpeter, HMS Campania и разрушителите от състава на ескорта на JW-63, оставайки с конвоя до 30 март.
През април крайцерът осигурява далечното прикритие по време на преминаването на конвоя JW-66 и обратния RA-66, с кораби на Флота, разгърнати за операции при бреговете на Норвегия. На 22 април съпровожда ескортните самолетоносачи HMS Searcher и HMS Queen с разрушители подсигурявайки атаките на корабите при бреговете на Норвегия.
На 4 май „Диадем“ съпровожда ескортните самолетоносачи HMS Searcher, HMS Queen, HMS Trumpeter с крайцера HMS Norfolk и разрушители, по време ма авиационните удари по кораби на противника западно от Нарвик и по брегови цели. Потопени са немските снабдителен кораб Black Watch, подводницата U-711 и траулер (операция Judgement).
На 5 май крайцерът е отзован за участие в действия по операциите по освобождаване в по-южните страни.
От 23 май крайцерът се намира в качеството на стационар в Копенхаген. През юни взема участие в парада на Победата в Осло съвместно с крайцера HMS Bellona, след което, на 28 юни, отново се връща в Копенхаген.

### Следвоенна служба
След края на войната „Диадем“ служи като флагман на 2-ра ескадра крайцери на Home Fleet до 1950 г., когато е поставен в резерва.
На 29 февруари 1956 г. крайцерът е продаден на Пакистан в съответствие със съглашението за програмата за взаимопомощ със САЩ. Преди отплаването от Великобритания „Диадем“ е преоборудван и преименуван на Babur, на 5 юли 1957 г. През 1961 г. тох е преустроен на курсантски учебен кораб. През 1975 г. корабът все още се използва в качеството на учебен крайцер.

## Коментари
1. ↑  Всички данни се привеждат към момента на влизане в строй.